# Funso Ojo
Funso Ojo (n. 28 august 1991, Antwerp, Belgia) este un fotbalist aflat sub contract cu FC Dordrecht.